# Boxing Stars (Nederland)
Boxing Stars was een Nederlands televisieprogramma dat uitgezonden werd door RTL 5. In het programma namen bekende Nederlanders het tegen elkaar op in een bokswedstrijd die live uitgezonden werd vanuit Amsterdam. Het format was gebaseerd op het gelijknamige programma Boxing Stars uit België.
De presentatie van het programma was in handen van Ruben Nicolai en Olcay Gulsen. In totaal deden er zestien mannelijke en acht vrouwelijke bekende Nederlanders mee.

## Opzet
In het programma nemen verschillende bekende Nederlanders het tegen elkaar op in bokswedstrijden die live uitgezonden worden op televisie. Deze BN'ers worden in een paar weken tijd klaar gestoomd en bijgestaan door professionals uit het vak zoals voormalig wereldkampioen bokser Don Diego Poeder, toptrainer Radmilo Soda en voormalig vrouwelijk wereldkampioen bokser Esther Schouten.
De kandidaten worden opgedeeld in verschillende categorieën gebaseerd op gewicht en geslacht: vrouwen, mannen lichtgewicht en mannen zwaargewicht.
De kandidaten moeten vervolgens drie rondes van anderhalf minuut boksen in een klassiek knock-outsysteem in de zogeheten voorrondes, dit houdt in dat diegene die het gevecht verliest de competitie moet verlaten en diegene die wint door is naar de halve finale. In totaal komen er uit elke categorie vier winnaars uit de voorrondes die tegen elkaar gaan strijden in de halve finales. Hier komen dan uit elke categorie weer twee winnaars, deze twee winnaars strijden in de finale voor de titel.
De verschillende wedstrijden worden allen voorzien van live commentaar door sportcommentator Sander Schrik, die afwisselend wordt bijgestaan door Tijl Beckand en Maxim Hartman.

## Kandidaten

### Vrouwen
- Jessie Jazz Vuijk
- Laura Ponticorvo
- Michella Kox
- Amanda Balk
- Billy Bakker
- Mascha Feoktistova
- Saar Koningsberger
- Jennifer de Jong

### Mannen lichtgewicht
- Kaj van der Voort
- Rein van Duivenboden
- Michael Boogerd
- Thomas Cox
- Koen Weijland
- Tommie Christiaan
- Dan Karaty

### Mannen zwaargewicht
- Taeke Taekema
- Danny Froger
- Rick Brandsteder
- Juvat Westendorp
- Jebroer
- Joey Spaan
- Brace
- Carlos Platier Luna

## Wedstrijden
| Voorrondes    | Voorrondes       | Voorrondes | Voorrondes          | Voorrondes           | Voorrondes           | Voorrondes           | Voorrondes  |
| Afl           | Uitzenddatum     | Match      | Categorie           | Partij               | Partij               | Winnaar              | Kijkcijfers |
| ------------- | ---------------- | ---------- | ------------------- | -------------------- | -------------------- | -------------------- | ----------- |
| 1             | 31 oktober 2018  | 1          | Mannen lichtgewicht | Kaj van der Voort    | Rein van Duivenboden | Rein van Duivenboden | 273.000     |
| 1             | 31 oktober 2018  | 2          | Vrouwen             | Jessie Jazz Vuijk    | Laura Ponticorvo     | Jessie Jazz Vuijk    | 273.000     |
| 1             | 31 oktober 2018  | 3          | Mannen zwaargewicht | Taeke Taekema        | Danny Froger         | Taeke Taekema        | 273.000     |
| 2             | 7 november 2018  | 1          | Mannen lichtgewicht | Michael Boogerd      | Thomas Cox           | Michael Boogerd      | 259.000     |
| 2             | 7 november 2018  | 2          | Mannen zwaargewicht | Juvat Westendorp     | Rick Brandsteder     | Juvat Westendorp     | 259.000     |
| 2             | 7 november 2018  | 3          | Vrouwen             | Michella Kox         | Amanda Balk          | Amanda Balk          | 259.000     |
| 3             | 14 november 2018 | 1          | Mannen zwaargewicht | Jebroer              | Joey Spaan           | Joey Spaan           | 282.000     |
| 3             | 14 november 2018 | 2          | Vrouwen             | Billy Bakker         | Mascha Feoktistova   | Billy Bakker         | 282.000     |
| 3             | 14 november 2018 | 3          | Mannen lichtgewicht | Thomas Cox           | Koen Weijland        | Koen Weijland        | 282.000     |
| 4             | 21 november 2018 | 1          | Mannen zwaargewicht | Carlos Platier Luna  | Brace                | Carlos Platier Luna  | 380.000     |
| 4             | 21 november 2018 | 2          | Vrouwen             | Jennifer de Jong     | Saar Koningsberger   | Saar Koningsberger   | 380.000     |
| 4             | 21 november 2018 | 3          | Mannen lichtgewicht | Dan Karaty           | Tommie Christiaan    | Dan Karaty           | 380.000     |
| Halve finales |                  |            |                     |                      |                      |                      |             |
| Afl           | Uitzenddatum     | Match      | Categorie           | Partij               | Partij               | Winnaar              | Kijkcijfers |
| 5             | 28 november 2018 | 1          | Mannen lichtgewicht | Rein van Duivenboden | Koen Weijland        | Rein van Duivenboden | 222.000     |
| 5             | 28 november 2018 | 2          | Vrouwen             | Amanda Balk          | Jessie Jazz Vuijk    | Jessie Jazz Vuijk    | 222.000     |
| 5             | 28 november 2018 | 3          | Mannen zwaargewicht | Juvat Westendorp     | Carlos Platier Luna  | Juvat Westendorp     | 222.000     |
| 6             | 5 december 2018  | 1          | Mannen zwaargewicht | Taeke Taekema        | Joey Spaan           | Joey Spaan           | 197.000     |
| 6             | 5 december 2018  | 2          | Vrouwen             | Saar Koningsberger   | Billy Bakker         | Saar Koningsberger   | 197.000     |
| 6             | 5 december 2018  | 3          | Mannen lichtgewicht | Michael Boogerd      | Dan Karaty           | Dan Karaty           | 197.000     |
| Finale        |                  |            |                     |                      |                      |                      |             |
| Afl           | Uitzenddatum     | Match      | Categorie           | Partij               | Partij               | Winnaar              | Kijkcijfers |
| 7             | 12 december 2018 | 1          | Vrouwen             | Jessie Jazz Vuijk    | Saar Koningsberger   | Jessie Jazz Vuijk    | 175.000     |
| 7             | 12 december 2018 | 2          | Mannen lichtgewicht | Rein van Duivenboden | Michael Boogerd      | Rein van Duivenboden | 175.000     |
| 7             | 12 december 2018 | 3          | Mannen zwaargewicht | Juvat Westendorp     | Joey Spaan           | Juvat Westendorp     | 175.000     |

## Trivia
- Deelneemster Joëlle Witschge zag na een aantal weken trainen van haar deelname af omdat ze zwanger was. Ze werd vervangen door Billy Bakker bekend van Utopia. In tegenstelling tot de andere kandidaten, die weken konden trainen, werd zij klaargestoomd in tien dagen.[8]
- Deelneemsters Amanda Balk en Michella Kox raakten tijdens opnames van het programma Echte meisjes in de jungle, waar ze beiden in 2011 aan deelnamen, in een verhitte discussie die eindigde in een vechtpartij.[9] In dit programma zouden ze na 8 jaar revanche nemen op elkaar. Dit werd veelvuldig in de media besproken. Balk won de partij nadat Kox opgaf na de eerste ronde.[10][11]
- Deelnemer Keizer zegde zijn deelname op doktersadvies op het laatste moment af in verband met een ribblessure. Hij werd vervangen door Thomas Cox, die een aflevering voor hem de wedstrijd had verloren en het programma toen moest verlaten.[12]
- In het gevecht waardoor deelnemer Dan Karaty zich plaatste voor de finale, raakte hij onbewust geblesseerd. Later kwam de blessure naar boven waardoor Karaty op doktersadvies voor de finale moest stoppen. Hij kon dus de finale niet boksen. Deze werd daarom overgenomen door Michael Boogerd, die oorspronkelijk in de halve finale verloor.[13]